# Cantó de Carcassona-Est

Cantó de Carcassona-Est

El cantó de Carcassona-Est és un cantó francès del departament de l'Aude, a la regió d'Occitània. Està inclòs al districte de Carcassona i té 8 municipis i el cap cantonal és Carcassona.

## Municipi
- Berriac
- Carcassona (part)
- Cavanac
- Casilhac
- Confolenç
- Leuc
- Mas dels Corts
- Palajan